# 愤怒的小鸟 (游戏)
《憤怒鳥》是芬蘭Rovio娱乐推出的一款益智射擊遊戲。遊戲中玩家以一把彈弓，發射各種顏色的小鳥來打擊建築物和綠色的小豬，消滅關卡中所有的小豬就過關。2009年12月首先發佈於iOS平台，自那時起，已經有超過1200萬人在App Store付費下載，因而促使團隊開發新版本以支持包括Android、Symbian OS等操作系統。
《憤怒鳥》因其有趣的遊戲內容、簡樸的風格和低廉的價格，屢獲讚賞。該遊戲頗為流行，已有手機、網頁、電腦、遊戲機等多個版本，另外《憤怒鳥》還有一個專賣遊戲相關商品的市場，甚至也有製作電影以及電視劇。包括所有版本在內，游戏总下载量超过3亿，被誉为“目前最主流的游戏之一”、“2010年最畅销作品之一”以及“迄今移动产品最成功的應用程式”。目前是App Store最畅销的应用。
2012年1月13日，Rovio在其Youtube專門頻道上載中國龍年春節主題預告片，中國大陸將此遊戲名稱定為「憤怒的小鳥」。台港澳及其餘華人社區翻譯為「憤怒鳥」。
本作和一些憤怒鳥舊作系列在無通知下於2019年頭從App Store和Google Play下架，許多粉絲以 #BringBack2012 要求憤怒鳥重回市場。官方以上述下架遊戲遇上軟件腐敗，有跨合作的遊戲條約到期，以及專注發展新的遊戲為由作出回應。2022年3月31日，本作重製版為官方回歸市場。
2023年2月21日，愤怒的小鸟推特官方发文宣布该作重制版于2月23日从Google play商店下架，并在App Store将该游戏改名为《Red’s First Flight》

## 遊戲內容

愤怒的小鸟游戏截屏。
玩家需要用小鸟击中躲在掩体中的猪，所有的猪被消灭后即可通关。

在遊戲中，玩家需要控制一群小鳥，幫助它們奪回被一群綠色的小豬偷走的蛋。在每一關中，小豬被由木材、冰塊和石塊等材料搭成的建築保護著（有時甚至會有皮球作緩衝保護小豬），遊戲的目標是消滅關卡中所有的小豬。玩家通過使用彈弓發射小鳥，直接打擊小豬，或通過打擊建築使其垮塌而間接壓倒小豬。在許多關卡中，場景中會提供額外的道具，例如有炸藥的箱子或者石塊，可以和小鳥的撞擊配合，用以擊敗那些處在難以接近位置的豬。
在遊戲中有11種不同種類的小鳥可供使用。在最早期的幾個關卡中，只有最基本的紅色小鳥可供使用。不過隨著遊戲進程的推移，會有更多種類的小鳥使用，其中的一些小鳥在空中飛行時輕敲觸摸屏便可以施放出特殊能力。例如，藍色小鳥（體型最小，擅長撞碎冰塊）將會分裂成三隻略小的鳥，黃色小鳥（擅長鑽木）可以加速衝刺，黑色小鳥（體型笨重，擅長破壞石頭）會爆炸，白色小鳥會投下可爆炸的蛋然後高速往右上飛走等，綠色小鳥會迴旋飛行。小豬也有各種不同的大小尺寸，體型小的豬相對來說也更為脆弱。脆弱的小豬通過直接打擊或者利用被摧毀的建築殘骸都能摧毀，較大的豬能夠承受更多的傷害。還有一些小豬戴著頭盔，使它們有更高的防禦力。
每一關初始的小鳥數量、類型和順序是遊戲預先指定的。若在最後一隻小鳥飛出之後或之前，所有的小豬都被消滅，那麼這關便完成了，同時下一關也將解鎖。在完成關卡後，緊接著玩家將根據遊戲中獲得分數的多少獲得1星到3星的評價，玩家可以任意多次重試，當然也可以重玩之前打過的關卡獲得更高的分數。

### 神鷹
一隻稱為「Mighty Eagle」的鳥可以用來清除任意的關卡。「Mighty Eagle」只能在遊戲中購買且只能在未完成的關卡中使用（每小時只能使用一次）。不過只要關卡使用標準的鳥類通關，使用限制便被取消；「Mighty Eagle」也可以在曾經完成的關卡中使用，來玩一個稱為「Total Destruction」的遊戲，在小遊戲中玩家可以使用標準的小鳥以及「Mighty Eagle」來摧毀儘可能多的場景元素，達成100%摧毀的玩家將在那一關獲得一片「Mighty Eagle」的羽毛。

## 開發歷程
Angry Birds的創意山寨自2008年的Castle Clout和2009年的Crush the Castle，後兩作均是Liam Bowmers在網頁遊戲平臺Armor Games上發佈的作品。在移动平台上，它们也比Angry Birds上架更早。
在2009年初，Rovio的職員開始考慮潛在遊戲的製作計劃。其中一個建議來自資深遊戲設計師Jaakko Iisalo：在一個模擬的截圖中，一些看不見腿和翅膀的、憤怒鳥十分有特色。儘管這副截圖並沒有指示出這將是個怎樣的遊戲，職員們依舊喜歡其中的角色，團隊成員最後選擇了這些角色，並為它們打造了一個相關的遊戲。作為一個開發遊戲的概念，職員們認識到應為小鳥們設計敵人。因為豬流感正是那時新聞的話題，所以製作團隊讓豬成為了小鳥們的敵人。初始用於開發憤怒鳥的投資成本，估計超過10萬歐元，其中不包括後續開發的投資。
當Rovio開始為其他設備開發憤怒鳥版時，新的問題暴露出來了。當團隊開始為Android版本開發時，它們發現Android軟件有大量的設備類型和版本的配置。CPU速率甚至用戶界面比原先開發iOS版本的遊戲來得更大。仍然還有近30種Android手機無法運行遊戲，其中不乏Motorola Backflip等新出品手機。在發佈Android平台遊戲的初始版本的一個月後，Rovio Mobile開始為其他設備設計一個遊戲的簡化版本。
Windows Phone 7版本由Microsoft Studio發行，2011年5月27日上架，售價2.99美元，「Poached eggs」第一節共21個關卡可供免費試玩。WP版本較其他平台版本不同之處，在於遊戲與玩家的Xbox Live戶口連結，共有20個隱藏成就可供解開。

## 遊戲章節
第一章「Poached Eggs」
在遊戲最初的iOS版本中只包含了這个章節，包含三個主題各21關。
第二章「Mighty Hoax」
於2010年1月10日發佈，有兩個主題各21關。
第三章「Danger Above」
於2010年3月4日發佈，有三個主題各15關。
第四章「The Big Setup」
於2010年7月1日發佈，有三个主題各15关。章節裏只有大紅鳥和迴旋鳥。
第五章「Ham 'Em High」
於2010年12月23日發佈。此章是為了慶祝遊戲在App Store發佈一周年，有三个主題各15关，另有三关特別关卡。
第六章「Mine and Dine」
於2011年6月16日發佈，有三个主題各15关。
第七章「Bird day Party」
於2011年12月11日為慶祝兩周年發佈、從2012年開始每年12月11日都會增加一个主題。設計公司與國際鳥盟合作，聯手拯救世界瀕危鳥類。每个主題有15关。
第八章「Bad Piggies」
於2012年10月9日，為了宣傳搗蛋豬而發佈。有三个主題各15关。
第九章「Red's Mighty Feathers」
於2013年7月2日發佈。章節分為兩部份，第一部份是普通关卡，但所有紅鳥均為強化紅鳥。第二部份是一个小遊戲，玩家利用強化紅鳥阻止小豬偷蛋。兩个部份各有15关。
第十章「Short Fuse」
於2013年11月26日發佈。章節裏的黑鳥全為強化黑鳥。有三个主題各15关。
特別章節「Surf and Turf」
於2012年3月20日發佈。此章節於2012月2月13日首次於憤怒鳥朋友版發佈。共有45关。
第十一章「Flock Favorites」
于2014年7月22日发布。由粉絲投票的章節。共有30关。
五周年章节「BirdDay 5」
于2014年11月11日发布。五周年特别作品，基于粉丝设计投稿创作的新章节。共有30关。隨後拼入第七章。
第十二章「Bird Island」
於2016年11月10日為了宣傳憤怒鳥大電影而发布，有21关。
第十三章「Piggy Farm」
於2017年2月27日发佈，有三个主題各15关。
第十四章 「Jurassic Pork」
於2017年8月23日发佈，共有46关。

## 相關新聞
- 手機遊戲「愤怒的小鸟」可能飛上大螢幕 （页面存档备份，存于）
- 手機遊戲「愤怒的小鸟」Rovio 公司打算上市 （页面存档备份，存于）
- 愤怒的小鸟国内首家专卖在上海试运营 （页面存档备份，存于）
- 愤怒小鸟的启示：芬兰国家创新体系探访录 （页面存档备份，存于）

## 外部連結
- 官方网站
- Play Angry Birds on Fiiser （页面存档备份，存于）